# Береґ (комітат)
Береґ (угор. Bereg vármegye, лат. comitatus Bereghiensis) — історичний комітат в північно-східній частині Угорського королівства, який межував з коронним краєм Королівство Галичини та Володимирії на півночі, комітатом Уж на заході, Саболцьким та Сатмарським комітатами на півдні, а також Мармароським та Угочанським комітатами на сході. Існував до 1919 року.

## Географія
Комітат охоплював 3727 км² і його адміністративним центром було м. Берегове (угор. Beregszász). Згідно з сучасними адміністративними кордонами колишній Березький комітат включав Берегівський, Мукачівський, Воловецький, більшість Свалявського і захід Іршавського районів Закарпатської області України, як також малу частину північно-східної Угорщини (Вашарошнаменьський яраш медьє Саболч-Сатмар-Береґ). Найбільшим містом комітату було Мукачево (угор. Munkács), де русини становили тільки 8 % із загальної кількості 17 200 жителів.

## Історія
Угорці, які прийшли на Закарпаття, за повідомленнями давніх хронік, зокрема «Gesta hungarorum», зустріли тут осіле слов'янське населення. За «Історією карпатських русинів» Михайла Лучкая, також багато русинів із Галичини та Волині «розмістила свої поселення на окраїні, щоб охороняти» — ці терени так і назвали Країною. Наприкінці 80-х років XII століття Угорське королівство просуває свої кордони до передгір'я Карпат настільки, що тут поширюється її комітатський державнотериторіальний устрій у вигляді Ужанського, Боржавського та Уґочанського комітатів. За часів короля Бели IV з династії Арпадовичів Боржавський комітат було розформовано і значна його частина увійшла до новоствореного Березького комітату. Після навали Батия 1241–1242 років утворення комітату було викликано необхідністю захисту північно-східних кордонів Угорського королівства від нових можливих загроз. Перша письмова згадка про комітат Береґ з'являється 1248 року.
У другій половині ХІІІ століття ці землі увійшли до складу Королівства Русі — такою була офіційна назва Галицько-Волинської Держави. Це сталося за правління короля Лева Даниловича. На думку Михайла Грушевського та Леонтія Войтовича, король Лев закріпився на цих землях у 1278—1279, бо 1281 він здійснив похід в сусідню Угочанську жупу.
У документі 1299 року берегівський наджупан Григорій (не Георгій) згаданий як «урядник Льва, князя руського»: «Nos Gregorius comes de Bregh officialis Leu ducis Ruthenorum et quotuor iudices nobelium de eodem damus pro memoria». Ранній герб міста Ломпертсас (Берегово) цілковито збігається з гербом столиці Галицько-Волинської держави Львовом, і саме Лев Данилович підтримав німецьких колоністів на Закарпатті, як і в Галичині 1308 претендент на угорський престол баварський герцог Отто утікав у Баварію через закарпатські володіння короля Русі Юрія Даниловича, де його тепло прийняли.
Територія Березького комітату відійшла до Угорського королівства після захоплення теренів Галицько-Волинської держави сусідами. Відтак королівський комітат набув статусу дворянського — місцевій шляхті надали певні привілеї та право на загальних зборах вирішувати важливі питання, зокрема обирати свого лідера — ішпана. Натомість шляхта мала нести королівську службу з охорони кордонів королівства та формувати загони дворянського ополчення.
У XIV столітті розбудовується Мукачівський замок, який стає центром комітату та, фактично, столицею Верхньої Угорщини протягом XV—XVI ст. Початки цієї розбудови традиційно пов'язують з іменем подільського князя Федора Корятовича.
1851–1860 рр. — Березький комітат належить до округу Кошице.
1867–1918 рр. — центром комітату стає м. Берегове.
Після утворення ЗУНР українська етнічна частина комітату повинна була увійти до її складу згідно з «Тимчасовим основним законом» від 13 листопада 1918 року.
Березький комітат існував до 1919 року, коли більшість його території увійшла до складу Чехословацької республіки.
Від XVII до початку XX століття більшість території Березького комітату була частиною великого земельного володіння родини Шенборн-Бухгейм.
Нині більша частина території колишнього комітату — в межах України, західні частини колишніх округів Мезокасонь та Тисахат — в межах Угорщини[джерело?].

## Населення
| Чисельність українців по роках в комітаті Береґ | Чисельність українців по роках в комітаті Береґ |
| Рік                                             | Відсоток                                        |
| ----------------------------------------------- | ----------------------------------------------- |
| 1720                                            | 60,0 %                                          |
| 1782                                            | 64,2 %                                          |
| 1795                                            | 61,5 %                                          |
| 1810                                            | 51,5 %                                          |
| 1840-ві                                         | 50,0 %                                          |
| 1857                                            | 52,5 %                                          |
| 1880                                            | 48,11 %                                         |
| 1900                                            | 45,7 %                                          |
| 1910                                            | 42,6 %                                          |

Як показують переписи до кінця XVIII століття Береґ був заселений ще переважно русинами-українцями. Після переведення в 1791-1792 рр. початкових шкіл з української мови на угорську, як показує таблиця, в результаті шаленої мадяризації угорці в 1910 році обігнали русинів-українців за своєю чисельністю.

### 1880 рік
1880 жителів Березького комітату було 153,377 тис.осіб у наступних мовних спільнотах:
- Русини: 73,797 (48,11 %)
- Угорці: 64,880 (42,30 %)
- Німці: 8,719 (5,68 %)
- Словаки: 931 (0,61 %)
- Румуни: 122 (0,08 %)

### 1900 рік
1900 жителів Березького комітату було 208,589 тис.осіб у наступних мовних спільнотах:
- Русини: 95,308 (45,7 %)
- Угорці: 93,198 (44,7 %)
- Німці: 18,639 (8,9 %)
- Словаки: 991 (0,5 %)
- Румуни: 72 (0,0 %)
- Хорвати: 20 (0,0 %)
- Серби: 0 (0,0 %)
- Інші або не відповіли: 361 (0,2 %)

За даними перепису 1900 року, комітат складався з наступних релігійних громад:
- Греко-католики: 103,261 (49,5 %)
- Кальвіністи: 56,289 (27,0 %)
- Євреї: 29,052 (13,9 %)
- Католики: 19,128 (9,2 %)
- Лютерани: 780 (0,4 %)
- Православні: 44 (0,0 %)
- Унітарії: 26 (0,0 %)
- Інші або не відповіли: 9 (0,0 %)

### 1910 рік
1910 жителів Березького комітату було 236,611 тис.осіб у таких мовних спільнотах:
- Угорці: 113,090 (47,8 %)
- Русини: 100,918 (42,6 %)
- Німці: 20,722 (8,8 %)
- Словаки: 1,123 (0,5 %)
- Румуни: 215 (0,1 %)
- Хорвати: 54 (0,0 %)
- Серби: 12 (0,0 %)
- Інші або не відповіли: 477 (0,2 %)

Також на території комітату проживала невелика кількість ромів (циган).
За даними перепису 1910 року, комітат складався з таких релігійних громад:
- Греко-католики: 117,435 (49,7 %)
- Кальвіністи: 61,106 (25,9 %)
- Євреї: 33,660 (14,2 %)
- Католики: 23,003 (9,7 %)
- Лютерани: 992 (0,4 %)
- Православні: 349 (0,1 %)
- Унітарії: 13 (0,0 %)
- Інші або не відповіли: 53 (0,0 %)

## Адміністративний поділ

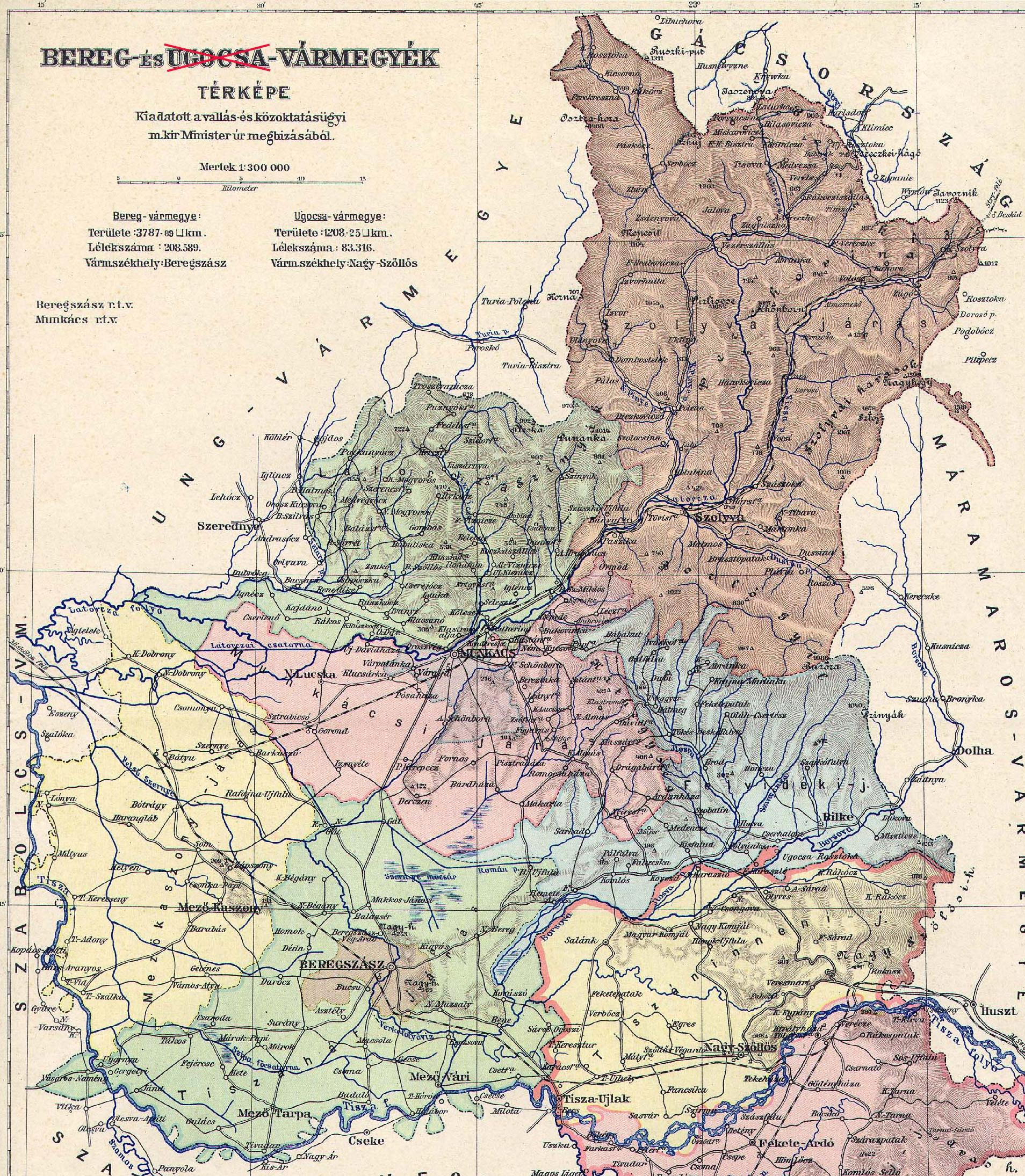
Мапа повітів (járás) комітата Береґ

| Округи                                  | Округи                |
| Округ                                   | Адм. центр            |
| --------------------------------------- | --------------------- |
| Альшоверецке (угор. Alsóvereckei járás) | Нижні Ворота, Україна |
| Фельвідек (угор. Felvidéki járás)       | Іршава, Україна       |
| Латорца (угор. Latorcai járás)          | Оросвег, Україна      |
| Мезокасонь (угор. Mezőkaszonyi járás)   | Косонь, Україна       |
| Мункач (угор. Munkácsi járás)           | Мукачеве, Україна     |
| Сольва (угор. Szolyvai járás)           | Свалява, Україна      |
| Тисахат (угор. Tiszaháti járás)         | Берегове, Україна     |
| Вільні міста                            |                       |
| Берегове, Україна                       |                       |
| Мукачеве, Україна                       |                       |

## Герб
Старий герб Березького комітату XVI століття не зберігся, нема також його опису. Новий герб, створений у 1836 році, є італійським щитом, розділеним на чотири частини срібним хрестом. В першому синьому полі — срібне гроно винограду на зеленій гілці. В другому полі на червоному тлі зображені три золоті жолуді з листям дуба. У третьому полі — на червоному тлі золотий ведмідь, що стоїть на задніх лапах з піднятими передніми, та дивиться праворуч. В четвертому синьому полі — дві срібні риби одна над другою, що пливуть ліворуч.
Цей герб відображав основне багатство комітату — виноградники, дубові ліси з тваринами та дичиною, а також багаті на рибу ріки.